# James Golka
James Robert Golka (ur. 22 września 1966 w Grand Island) – amerykański duchowny katolicki, biskup diecezjalny Colorado Springs od 2021.

## Życiorys

### Prezbiterat
Święcenia kapłańskie otrzymał 3 czerwca 1994 i został inkardynowany do diecezji Grand Island. Pracował głównie jako duszpasterz parafialny, był też m.in. rektorem kościoła katolickiego (2016–2021) oraz wikariuszem generalnym diecezji (2018–2021).

### Episkopat
30 kwietnia 2021 papież Franciszek mianował go biskupem diecezjalnym Colorado Springs. Sakry udzielił mu 29 czerwca 2021 metropolita Denver – arcybiskup Samuel Aquila.